# Mordellistenochroa
Mordellistenochroa là một chi bọ cánh cứng trong họ Mordellidae.
Chi này được miêu tả khoa học năm 1982 bởi Horák.

## Các loài
Chi này gồm các loài:
- Mordellistenochroa fallaciosa (Ermisch, 1969)
- Mordellistenochroa strejceki Horák, 1982